# Воронцов, Владимир Васильевич (политик)
Влади́мир Васи́льевич Воронцо́в (10 июля 1906 — 4 июня 1980) — советский литературовед и писатель, партийный и государственный деятель. Помощник и свояк (были женаты на сёстрах) советского идеолога Михаила Суслова. Лидер так называемой «русской партии» в маяковедении, противостоявшей «еврейской партии» Лили Брик.

## Биография
Воронцов иногда позволял себе вещи, которые Суслов ему прощал только по старой дружбе. Например, выволочку отделу пропаганды: не трогайте Ивана Стаднюка или кого-то другого. Он же помощник Суслова, к нему с пиететом относились зав. отделами или даже секретарь ЦК типа покойного Зимянина. Если звонит помощник члена Политбюро, то это очень серьёзно. Я сам был в этой шкуре, был таким помощником <члена Политбюро Виталия Воротникова>, и у меня на столе стояли аппараты, и со мной разговаривали на самом высоком уровне. Было негласное правило, что помощник, как правило, звонит «от имени и по поручению». Но мне никто не мешал третий звонок сделать самому: прояснить ситуацию и дать понять, что то-то и то-то может быть воспринято моим шефом не слишком здорово. Никто же не мог проверить, никто же не мог позвонить Суслову и спросить: «Вы поручали такому-то такое-то?» А уж Воронцов, будучи хитрым царедворцем, отлично знал — кому можно позвонить и так поговорить, поблефовать, кто к Суслову был близок <...> Когда я пришёл в ЦК в 1969 году, Воронцов там работал уже лет десять и был довольно пожилым человеком. Воронцов был заматеревший помощник, незаменимый. И тот же Иван Шевцов к нему бегал на тайные переговоры, секретные междусобойчики, просил защитить и помочь. И Иван Стаднюк с ним общался. Мне с ним тоже пришлось раз пообщаться. Воронцов считал себя маяковедом — изучал Маяковского, — милел к нему особой лаской. В какой-то момент он включился в тяжёлые бои, которые шли за пост директора создаваемого музея Маяковского между еврейской и русской партиями. Воронцов вёл эту борьбу отчаянно, буквально до последнего патрона, против попыток перетащить Маяковского в либеральный еврейский лагерь. Это была напряжённая борьба, потому что Василий Катанян, тогда ещё живая Лилия Брик и так далее тащили своего человека на должность директора, а надо было им противопоставить русского. И тогда мои друзья — Никонов, Иван Стаднюк, Шевцов — настроили Владимира Васильевича на то, что я подхожу на пост директора. Он меня поймал дома по телефону и долго уговаривал, чтобы я дал своё согласие занять этот пост: «Мне ваши друзья говорили о вас. Вы сделаете высокую карьеру. Вам всё зачтётся. Но нам на год — на два, пока Вы подготовите себе замену, надо закрыть этот участок».
Родился в 1906 году.
Редактор «Орджоникидзевской правды» (до Второй мировой войны), затем секретарь Ставропольского крайкома ВКП(б).
Награжден орденом «Знак Почёта» (16.03.1940) — «за выдающиеся успехи в сельском хозяйстве и в особенности за перевыполнение плана по урожайности зерновых и технических культур, а также за достижение высоких показателей по животноводству».
Свояк (были женаты на сёстрах) советского идеолога Михаила Суслова. В 1951 году (по другим данным, в 1947-м) Суслов перевёл Воронцова в Москву и сделал своим помощником.
Основная деятельность Воронцова на должности помощника Суслова была развёрнута в маяковедении, где, с момента написания письма Иосифу Сталину в 1935 году, главенствовала Лиля Брик и её окружение. В противовес так называемой «еврейской партии» Лили Брик Воронцов возглавил «русскую партию». Главным сподвижником Воронцова и в некотором роде «инструментом» борьбы Воронцова с Лилей Брик стала сестра Владимира Маяковского Людмила Маяковская: от неё исходили нужные Воронцову инициативы и письма в высшие инстанции.
Так, по инициативе Людмилы Маяковской Воронцов организовал в мае 1952 года перенос праха Маяковского из крематория Донского монастыря на Новодевичье кладбище. Это действие «русской партии» было единственным, совпавшим с желанием самой Лили Брик: ещё в марте 1945 года Брик отправила соответствующее письмо на имя Сталина, но, в условиях окончания Второй мировой войны, не получила на него никакого ответа.
В 1958 году в «Литературном наследстве» вышел 65-й том под названием «Новое о Маяковском», в котором Лиля Брик частично опубликовала письма Маяковского к ней. 7 января 1959 года в газете «Литература и жизнь» Воронцов и Александр Колосков опубликовали рецензию на этот том «Литературного наследства» под названием «Новое и старое о Маяковском». Главным посылом статьи было утверждение, что в интимную жизнь классиков вторгаться нельзя. Публикация писем Маяковского к Брик, по мнению авторов статьи, принижала облик и творчество поэта революции. Через два дня после опубликования статьи Воронцов организовал письмо Людмилы Маяковской на имя Суслова, в котором она, в частности, писала:
Брат мой — человек совершенно другой среды, другого воспитания, другой жизни, попал в чужую среду, которая, кроме боли и несчастья, ничего не дала ни ему, ни нашей семье. Загубили хорошего, талантливого человека, а теперь продолжают чернить его честное имя борца за коммунизм
Одновременно Суслову написал пользовавшийся благосклонностью советского идеолога писатель Фёдор Панфёров:
Это весьма слащавые, сентиментальные, сугубо интимные штучки, под которыми Маяковский подписывается так: «Щенок». Предпосылкой к этим письмам является «предисловие» самой Лили Брик, в котором она во всеуслышание утверждает, что «с Владимиром Владимировичем Маяковским мы прожили 15 лет» и что Брик «был моим первым мужем. Я встретилась с ним, когда мне было 13 лет. Когда я сказала ему о том, что Маяковский и я полюбили друг друга, все мы решили никогда не расставаться… Мы прожили нашу жизнь, и духовно, и большею частью территориально, вместе».
Литературный критик Андрей Турков, прочитавший статью Воронцова и Колоскова, но не знавший о письмах Суслову, в спокойном тоне возразил авторам статьи в мартовском номере журнала «Новый мир». В ответ на статью Туркова уже не Воронцов, а анонимный автор 10 апреля в статье «Против клеветы на Маяковского» в газете «Литература и жизнь» назвал Туркова серой мышкой, пятнающей светлый лик великого поэта. 16 апреля ещё один анонимный автор закрепил «успех» Воронцова в «Литературной газете» статьёй «Против искажения исторической правды». Больше против Воронцова не выступил никто.
По инициативе Воронцова руководители двух отделов ЦК КПСС Дмитрий Поликарпов и Леонид Ильичёв подготовили записку, согласно которой редактор «Литературного наследства» Илья Зильберштейн должен был быть уволен, а куратор «Литературного наследства» из Академии наук СССР Михаил Храпченко получить строгое партийное взыскание.
31 марта состоялось заседание комиссии ЦК КПСС по вопросам идеологии, культуры и международных партийных связей, признавшее выпуск 65-го тома «Литературного наследства» грубейшей политической ошибкой.
Через несколько дней Воронцов организовал ещё одну жалобу на имя Суслова — от главного редактора издательства восточной литературы Д. Е. Михневича, в которой тот писал:
Редакция тома из не вполне понятных соображений предпочла этой обширной публикации предисловие самой Л. Брик, которая самодовольно объявляет, что она много лет с общего согласия была одновременно женой Маяковского и О. Брика.
Реакцией на письмо Михневича стало поручение Суслова Поликарпову продолжить пропагандистскую кампанию, направленную против «Литературного наследства». Поликарпов в ответ взял обязательство организовать публикации в журналах «Коммунист» и «Вопросы литературы».
1968 год стал апогеем «маяковедческой» деятельности Воронцова. В изданном в библиотеке «Огонька» издательства «Правда» юбилейном (к 75-летию) восьмитомнике Маяковского под редакцией Людмилы Маяковской, Владимира Воронцова и Александра Колоскова Воронцов полностью снял все посвящения Маяковского Лиле Брик. В вышедшей затем в трёх номерах журнала «Огонёк» большой статье Воронцова и Колоскова «Любовь поэта» «правильная русская женщина» Татьяна Яковлева, которую, по версии авторов, только и любил Маяковский, была противопоставлена «плохо влияющей на поэта еврейке» Лиле Брик.
Возмущённый Константин Симонов написал письмо Леониду Брежневу, что вызвало вокруг Воронцова скандал, и осторожный Суслов был вынужден отправить своего помощника и родственника в отставку.
По другой версии Воронцов был уволен из ЦК КПСС с устной формулировкой «за действия, направленные на ухудшение отношений между советской и французской коммунистическими партиями»: сестра Лили Брик — Эльза Триоле была замужем за поэтом Луи Арагоном, влиятельным в руководстве французской компартии. И после очередной скандальной публикации в адрес Брик, инспирированной Воронцовым, Арагон напрямую обратился с протестом к Суслову.
По одной из версий, Воронцов после увольнения с должности помощника Суслова был отправлен советником по сельскому хозяйству в посольство СССР в Италии.

### Публикации Владимира Воронцова

#### Книги (автор, составитель, редактор)
- Воронцов В. В. Служение музам. — М.: Современник, 1976. — 216 с. — 50 000 экз.
- Симфония разума: Афоризмы и изречения отечественных и зарубежных авторов / Композиция Вл. Воронцова. — М.: Молодая гвардия, 1976. — 624 с. — 100 000 экз.
- Симфония разума: Афоризмы и изречения отечественных и зарубежных авторов / Композиция Вл. Воронцова. — М.: Молодая гвардия, 1977. — 624 с. — 100 000 экз.
- Симфония разума: Афоризмы и изречения отечественных и зарубежных авторов / Композиция Вл. Воронцова. — Ставрополь: Ставропольское книжное издательство, 1978. — 488 с.
- Чаша мудрости: Антология / Сост. В. В. Воронцов. — М.: Детская литература, 1978. — 512 с. — 100 000 экз.
- Могущество знания: Афоризмы отечественных и зарубежных авторов / Сост. В. В. Воронцов. — М.: Знание, 1979. — 320 с. — (Общество книголюбов). — 100 000 экз.
- Симфония разума: Афоризмы и изречения отечественных и зарубежных авторов / Композиция Вл. Воронцова. — 8-е изд.. — Саратов: Приволжское книжное издательство, 1979. — 608 с. — 50 000 экз.
- Симфония разума: Афоризмы и изречения отечественных и зарубежных авторов / Сост. В. В. Воронцов. — М.: Художественная литература, 1980. — 704 с. — 30 000 экз.
- Симфония разума: Афоризмы и изречения отечественных и зарубежных авторов / Композиция Вл. Воронцова; [Пер. Ш. Абдураззаковой]. — Ташкент: Издательство литературы и искусства, 1981. — 583 с.
- Воронцов В. В. Служение музам. — М.: Современник, 1981. — 352 с. — 25 000 экз.
- Воронцов В. В. Стихи. — 1984. — 108 с.

#### Статьи
- Воронцов В., Колосков&nsbp;А. Любовь поэта // Огонёк. — 1968. — № 16.

### О Владимире Воронцове
- Владимир Васильевич Воронцов [Некролог]. — Известия. — 1980 — 5 июня .— С. 4.
- Книги в моей жизни — Советская культура — 1980. — № 47. — 10 июня.
- Валюженич Анатолий. Последний приют. К 80-летию со дня смерти Маяковского // НГ Ex libris. — 15 апреля 2010 года.
- Маслаков Станислав. «Если звёзды зажигают, значит, это кому-нибудь нужно?» // Вечерний Ставрополь. — 27 июля 2010 года.
- Огрызко Вячеслав. Бесстыжие партийные надзиратели // Литературная Россия. — 2 марта 2012 года. — № 9. Архивировано из оригинала 20 октября 2012 года.